# Cheia (okręg Kluż)
Cheia (węg. Mészkő) – wieś w Rumunii, w okręgu Kluż, w gminie Mihai Viteazu. W 2011 roku liczyła 525 mieszkańców.